# 조정 임진란기록 일괄
조정 임진란기록 일괄(趙靖 壬辰亂記錄 一括)은 경상북도 상주시 사벌면, 상주박물관에 있는 조선 선조∼인조 때의 학자이며 관료인 조정(1555∼1636)이 임진왜란 당시에 보고 듣고 겪은 일들을 손수 적은 일기이다. 1989년 5월 28일 대한민국의 보물 제1003호로 지정되었다.

## 개요
조선 선조∼인조 때의 학자이며 관료인 조정(1555∼1636)이 임진왜란 당시에 보고 듣고 겪은 일들을 손수 적은 일기이다. 조정은 김성일과 정구의 문인이었으며, 임진왜란이 일어나자 의병을 모아 활동하였고, 선조 29년(1596)에 도체찰사였던 이원익의 막하로 들어가 활약하였다. 선조 36년(1599)에는 사마시에, 2년 후에는 문과에 급제하여 호조좌랑, 사헌부감찰, 대구판관 등의 벼슬을 지냈다. 그가 죽은 후 이조참판에 증직되었다. 
이것은 선조 25년(1592)부터 선조 30년(1597)까지 약 6년간의 사실이 수록되어 있는 글이다. 임난일기는 6종 7책으로 구성되어 있으며 세부목록은 『임진일기』 2책, 『남행록』 1책, 『진사록 』1책, 『일기 부 잡록』 1책, 『서행일기』 1책, 『문견록』 1책이다. 기술형식은 월일별로 행을 구분하여 기술하였으나 간혹 기사가 없는 날에는 날씨만 기록하기도 하였다.
임진왜란에 관한 기록으로는 여러 사람이 손수 적은 수십 건이 있으나, 조정의 『임진일기』는 임진년 10일 정도의 기록이 빠진 부분을 제외하고는 약 6년간의 기록이 다른 어떤 것보다 충실하고 상세하다. 이는 당시 사회상과 군대의 배치상황, 의병의 활동상 등을 살필 수 있는 임진왜란사 연구의 귀중한 자료이다.

## 참고 자료
- 조정 임진란기록 일괄 - 국가유산청 국가유산포털